# Здание синематографа «Микадо»
Здание синематографии «Микадо» (с 1937 года — здание Азербайджанского государственного академического русского драматического театра имени Самеда Вургуна).
В 1916 году было оформлено в китайско-японском стиле и начало функционировать как синематограф (кинотеатр).
В разное время в здании функционировали Театр «Пел Мел», Бакинский театр свободной критики и пропаганды, Бакинский рабочий театр. С 1937 года в здании действует Азербайджанский государственный академический русский драматический театр имени Самеда Вургуна.

## История
В конце XIX века миллионер Гаджи Гашим бек Керимов построил на улице Молоканской, 7 (ныне ул. Хагани) склад  для хранения товаров. Его сын, Алигейдар Керимов в 1916 году вернувшись в Баку после поездки в Китай и Японию под впечатлением архитектуры этих стран перестроил склад, преобразив его в здание в восточном стиле.
26 декабря 1916 года в здании открылся кинотеатр «Микадо».
В 1917 году в здании впервые в Баку был проведен научно-образовательный кинематографический сеанс для младших школьников.
В 1918–1920 годы в период Азербайджанской Демократической Республики в здании действовал клубный театр «Пелмел». Здесь выступали любители театра и музыки из России и других стран, а также зарубежные коллективы.
С 1920 по 1923 год в здании действовал Бакинский театр свободной критики и пропаганды, чья основная задача заключалась в проведении большевистской пропаганды среди рабочих и бедноты. В 1923 году театр был переименован в Бакинский рабочий театр. К 1928 году облик здания в восточном стиле был полностью изменен. К нему были добавлены отдельные части. После этой реконструкции строение стало похоже на фабрику или тюрьму, что вызвало протесты местных жителей.
24 января 1937 года решением Советом Народных Комиссаров Азербайджанской ССР Бакинский рабочий театр был переименован в Азербайджанский государственный Краснознаменный театр русской драмы. В 1945 году, по окончании Второй мировой войны, здание отремонтировали. С 11 июня 1956 года театр носит имя поэта и драматурга Самеда Вургуна. В 1962–1964 годах под руководством Ивана Саркисова и Ханум Рахмановой здание было основательно реконструировано. В 1980-х, а также в 2000-х годах здание подверглось некоторым изменениям.
В 2019 году театру был присвоен статус академического. С тех пор его полное наименование — Азербайджанский государственный  академический русский драматический театр имени Самеда Вургуна.

## Фотогалерея

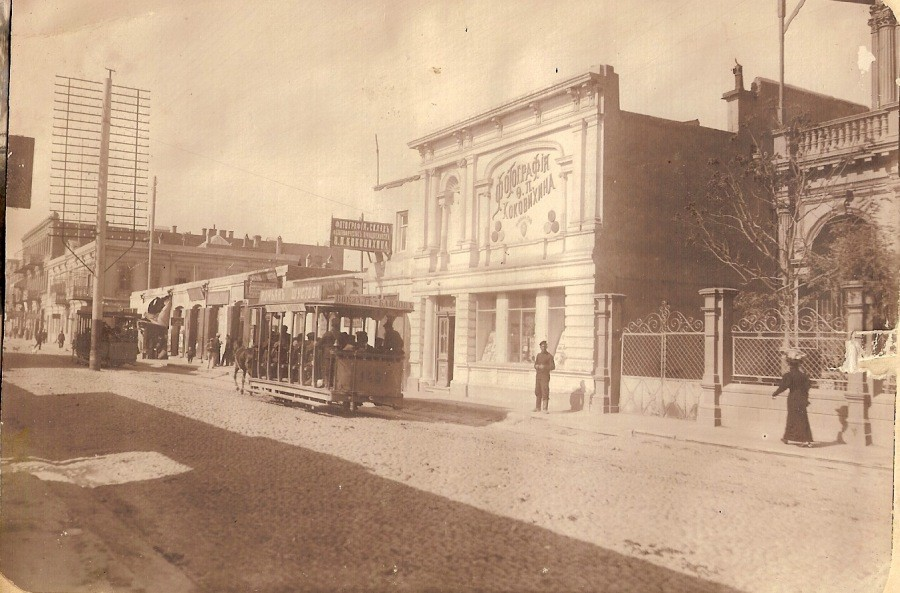
Склад
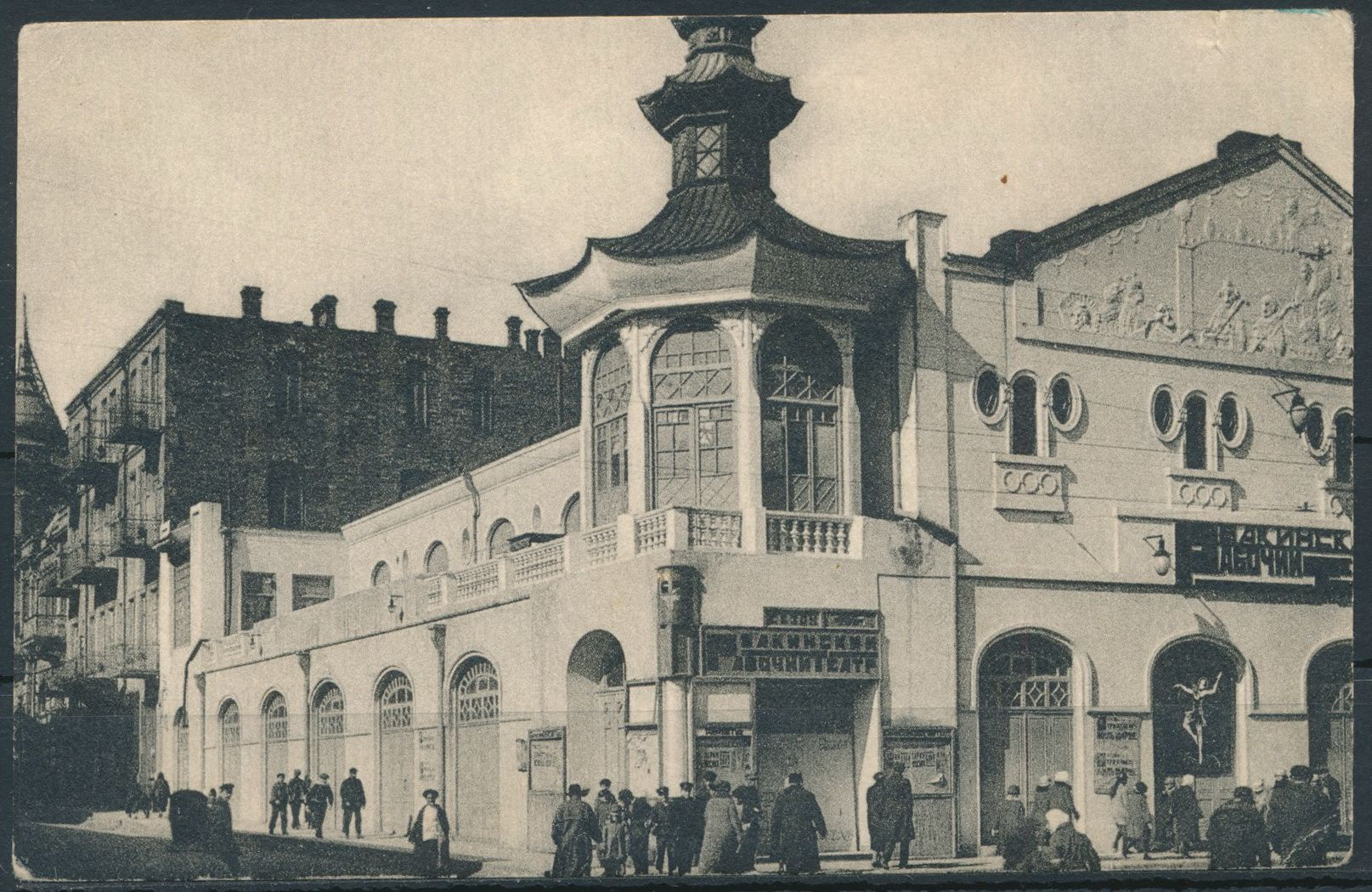
Государственный свободный сатир-агиттеатр, 1920—1924
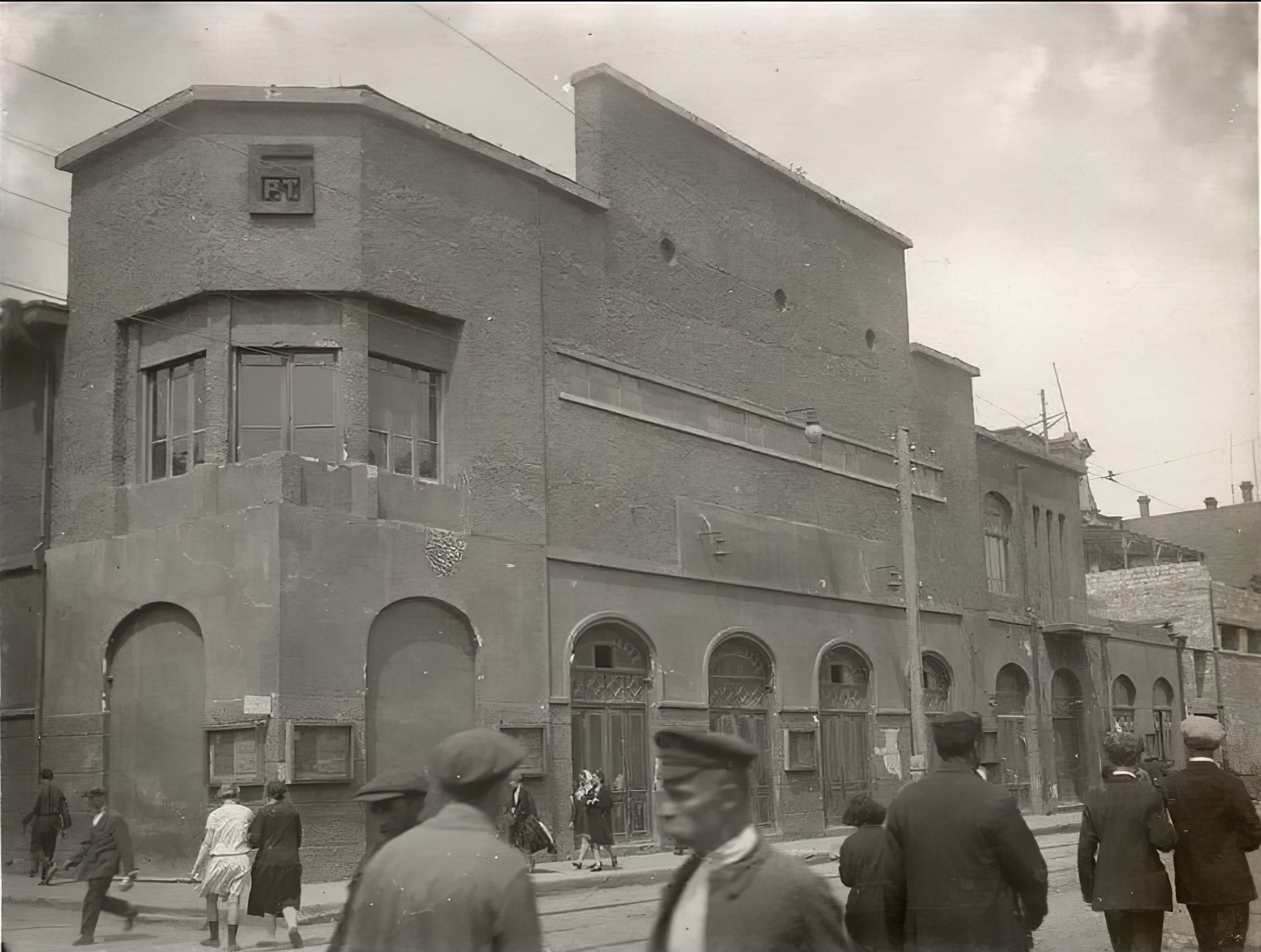
Бакинский рабочий театр, 1932
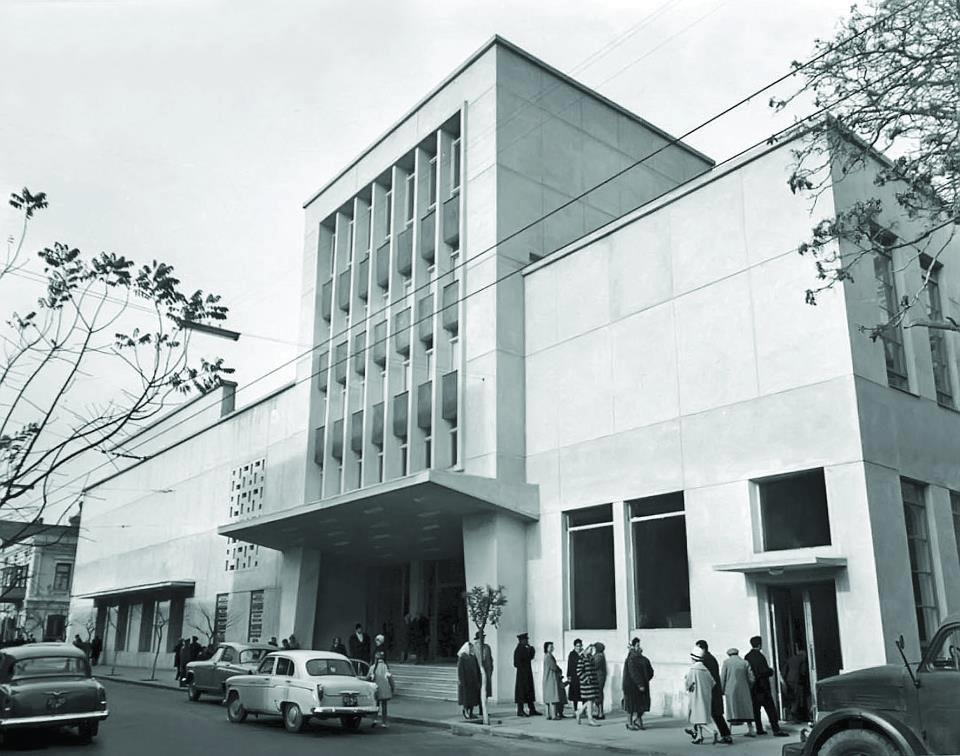
Азербайджанский государственный русский драматический театр имени Самеда Вургуна, 1964
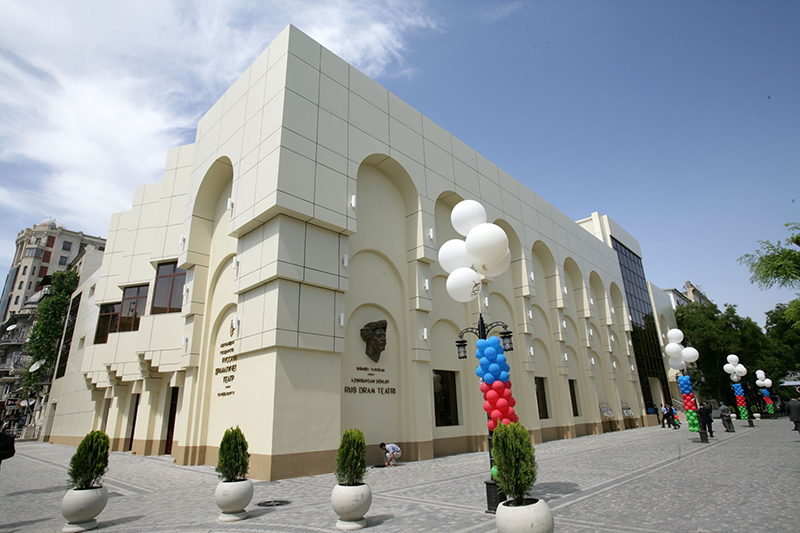
Азербайджанский государственный русский драматический театр имени Самеда Вургуна, 2008